# Brechmorhoga flavopunctata
Brechmorhoga flavopunctata is een libellensoort uit de familie van de korenbouten (Libellulidae), onderorde echte libellen (Anisoptera).
De wetenschappelijke naam Brechmorhoga flavopunctata is voor het eerst geldig gepubliceerd in 1897 door Martin.